# Clyde McPhatter

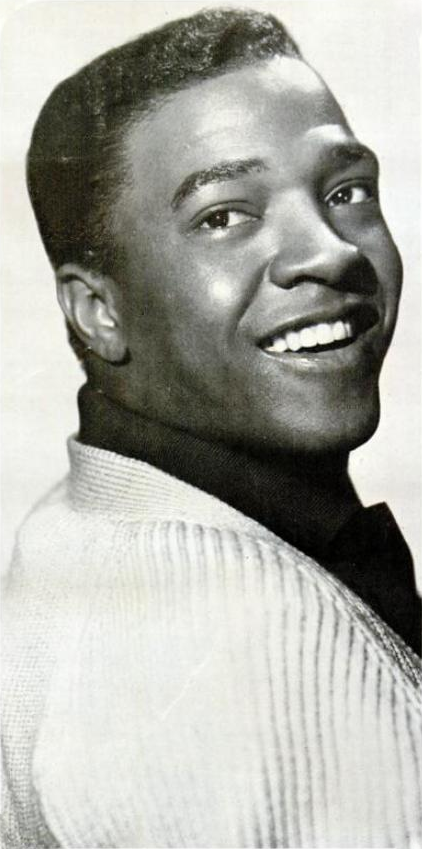
Clyde McPhatter 1965

Clyde McPhatter (* 15. November 1932 in Durham, North Carolina; † 13. Juni 1972 in Teaneck, New Jersey) war ein bekannter Rhythm-and-Blues-Tenor der 1950er und 60er Jahre.

## Biographie

### 1930er/40er Jahre
McPhatter kam als viertes von sechs Kindern zur Welt und wuchs in Durham auf. Schon als kleiner Junge wurde er Sopran-Sänger im Chor der Mount Calvary Baptist Church, in der sein Vater George McPhatter predigte und seine Mutter Beulah McPhatter die Orgel spielte. 1945 zogen die McPhatters nach New Jersey, wo Clyde McPhatter noch im selben Jahr seine erste Gospel-Band gründete. Nur wenig später zog die Familie ein weiteres Mal um, diesmal nach New York City. McPhatter schloss sich dort den Mount Lebanon Singers an, einer Gospel-Band, die an der Ostküste Amerikas sehr populär war. Er blieb dort über die zweite Hälfte der 1940er Jahre.

### Billy Ward & the Dominoes
Ende 1950 schloss sich McPhatter dann Billy Ward & the Dominoes an, mit denen er noch im gleichen Jahr Sixty Minute Man aufnahm. Der Song wurde der größte R&B-Hit des Jahres 1951 und schaffte es sogar in den Pop-Charts in die Top 30 (# 23). McPhatter blieb noch einige Zeit bei den Dominoes, mit denen er noch einige Hits aufnahm, fühlte sich über die Zeit jedoch von Ward zu sehr in den Schatten gestellt und verließ die Band Anfang 1953.

### The Drifters
Später in diesem Jahr gründete McPhatter zusammen mit seinem Manager George Treadwell dann The Drifters, die schon bald von Ahmet Ertegün einen Vertrag mit Atlantic Records angeboten bekamen. Die Karriere der Gruppe begann 1953 mit Money Honey, dem größten R&B-Hit des Jahres 1953. Es folgte eine Reihe weiterer Hits, doch noch im gleichen Jahr musste McPhatter zum Militär. Da er jedoch innerhalb der USA postiert wurde, konnte er die Aufnahmearbeiten mit den Drifters fortsetzen. Trotzdem verließ er die Band 1955, um eine Solo-Karriere zu starten.

### Atlantic Records
Diese begann in Form von Love Has Joined Us Together, einem Duett mit Ruth Brown, das es bis auf Platz 8 der R&B-Charts schaffte. Anfang 1956 folgte die Solo-Single Seven Days, die sogar einen Platz 2 machte. Im Frühjahr des Jahres kam Treasure of Love dann an die Spitze der R&B-Charts und bis auf Platz 16 der Pop-Charts, ein eher seltener Erfolg für einen R&B-Song in dieser Zeit. 1957 konnte er seine Erfolge mit Just to Hold My Hand und Long Lonely Nights fortsetzen. 1958 kam es dann sogar zur Veröffentlichung der beiden LPs Clyde McPhatter & the Drifters und Love Ballads, sowie seines größten Hits auf Atlantic, A Lover’s Question, der die R&B-Charts toppte und einen Platz 6 in den Pop-Charts erreichte. 1959 folgten drei Mini-Hits und die LP Clyde McPhatter. Sein letzter Hit für Atlantic Records wurde Lovey Dovey, dann lief sein Vertrag ab und er verließ das Label.

### MGM und Mercury
McPhatter unterschrieb dann bei MGM Records, wo er insgesamt nur ein Album und vier Singles (die erfolgreichste von ihnen Let’s Try Again) veröffentlichte. 1960 wechselte er zu Mercury Records, wo die Singles Ta Ta und I Never Knew einigen Erfolg ernteten. Lover Please schaffte es 1962 sogar bis in die Top 10 der Pop-Charts. Inzwischen verfiel McPhatter jedoch mehr und mehr dem Alkohol, die Erfolge ließen merklich nach. Seinen Abschluss bei Mercury bildete 1964 das Konzertalbum Live at the Apollo. In den Folgejahren veröffentlichte McPhatter auf einigen kleinen Labels noch ein paar Singles, die alle floppten.

### England und Rückkehr in die USA
Inzwischen hatte Bill Pinkney, ein ehemaliges Mitglied von McPhatters Drifters, eine neue Band gegründet, die McPhatters Songmaterial durch Auftritte nun auch in England bekannt machte, was McPhatter schließlich bewog, ebenfalls dorthin zu ziehen. Dort sang er dann einige Zeit in verschiedenen Clubs, bis er sich Anfang der 1970er Jahre entschloss, in die USA zurückzukehren. Er unterschrieb dort bei Decca Records und veröffentlichte 1970 Welcome Home, das sich als totaler Flop herausstellte. Am 13. Juni 1972 starb der inzwischen schwer alkoholsüchtige McPhatter in Teaneck, New Jersey an einem Herzinfarkt. 1987 wurde er posthum in die Rock and Roll Hall of Fame aufgenommen, 2009 in die North Carolina Music Hall of Fame.

## Diskografie
Singles

| Jahr | Titel Album                       | Höchstplatzierung, Gesamtwochen, AuszeichnungChartplatzierungen (Jahr, Titel, Album, Platzierungen, Wochen, Auszeichnungen, Anmerkungen) | Höchstplatzierung, Gesamtwochen, AuszeichnungChartplatzierungen (Jahr, Titel, Album, Platzierungen, Wochen, Auszeichnungen, Anmerkungen) | Höchstplatzierung, Gesamtwochen, AuszeichnungChartplatzierungen (Jahr, Titel, Album, Platzierungen, Wochen, Auszeichnungen, Anmerkungen) | Anmerkungen                                         |
| Jahr | Titel Album                       | UK | US | R&B | Anmerkungen                                         |
| ---- | --------------------------------- | --- | --- | --- | --------------------------------------------------- |
| 1956 | Seven Days –                      | — | US44 (5 Wo.)US | — |                                                     |
| 1956 | Treasure Of Love –                | UK27 (1 Wo.)UK | US22 (17 Wo.)US | — |                                                     |
| 1956 | Without Love (There Is Nothing) – | — | US38 (11 Wo.)US | — |                                                     |
| 1957 | Just To Hold My Hand –            | — | US30 (11 Wo.)US | — |                                                     |
| 1957 | Long Lonely Nights –              | — | US49 (13 Wo.)US | — |                                                     |
| 1957 | Rock And Cry –                    | — | US93 (1 Wo.)US | — |                                                     |
| 1958 | Come What May –                   | — | US43 (15 Wo.)US | — |                                                     |
| 1958 | A Lover’s Question –              | — | US6 (24 Wo.)US | R&B1 (23 Wo.)R&B |                                                     |
| 1959 | Lovey Dovey –                     | — | US49 (8 Wo.)US | R&B12 (6 Wo.)R&B |                                                     |
| 1959 | I Told Myself A Lie –             | — | US70 (5 Wo.)US | — |                                                     |
| 1959 | Since You’ve Been Gone –          | — | US38 (13 Wo.)US | R&B14 (12 Wo.)R&B |                                                     |
| 1959 | Twice As Nice –                   | — | US91 (2 Wo.)US | — |                                                     |
| 1959 | You Went Back On Your Word –      | — | US72 (3 Wo.)US | R&B13 (6 Wo.)R&B |                                                     |
| 1959 | Let’s Try Again –                 | — | US48 (8 Wo.)US | R&B13 (4 Wo.)R&B |                                                     |
| 1960 | Just Give Me A Ring –             | — | US96 (2 Wo.)US | — |                                                     |
| 1960 | Think Me A Kiss –                 | — | US66 (6 Wo.)US | — |                                                     |
| 1960 | Ta Ta –                           | — | US23 (14 Wo.)US | R&B7 (10 Wo.)R&B |                                                     |
| 1961 | I Never Knew –                    | — | US56 (5 Wo.)US | R&B17 (6 Wo.)R&B |                                                     |
| 1962 | Lover Please –                    | — | US7 (14 Wo.)US | — |                                                     |
| 1962 | Little Bitty Pretty One –         | — | US25 (8 Wo.)US | — |                                                     |
| 1962 | White Christmas –                 | — | US88 (2 Wo.)US | — | The Drifters feat. Clyde McPhatter und Bill Pinkney |
| 1963 | Deep In The Heart Of Harlem –     | — | US90 (5 Wo.)US | R&B10 (10 Wo.)R&B |                                                     |
| 1965 | Crying Won’t Help You Now –       | — | — | R&B22 (5 Wo.)R&B |                                                     |